# Тоні Шуніч
Тоні Шуніч (босн. Toni Šunjić, нар. 15 грудня 1988, Мостар, Югославія) — боснійський футболіст, захисник «Штутгарта» та національної збірної Боснії і Герцеговини.Гравець китайського клубу «Хенань Цзяньє». Учасник чемпіонату світу з футболу 2014 року.

## Титули і досягнення
- Чемпіон Боснії і Герцеговини (2):

«Зриньські»: 2008-09, 2024-25
- Володар Кубка Боснії і Герцеговини (2):

«Зриньські»: 2007-08, 2023-24
- Володар Суперкубка Боснії і Герцеговини (1):

«Зриньські»: 2024